# G.I. Joe: Retaliation
G.I. Joe: Retaliation (G.I. Joe: El contraataque en Hispanoamérica, y G.I. Joe: La venganza en España) es una película estadounidense de ciencia ficción-acción estrenada en 2013 y dirigida por Jon Chu, basada en el juguete de Hasbro, el cómic y la serie animada. Se trata de una secuela de G.I. Joe: Rise of Cobra. Fue escrita por los escritores de Zombieland, Rhett Reese y Paul Wernick. La película cuenta con un reparto coral, con Channing Tatum, Arnold Vosloo, Ray Park, Jonathan Pryce y Byung-hun Lee retomando sus papeles de la primera película y la adición de Dwayne Johnson, Bruce Willis, D. J. Cotrona y Adrianne Palicki.

## Trama
El filme nos presenta al villano Zartan tomando la identidad del presidente de los Estados Unidos y al equipo G.I. Joe comandado por Duke Hauser (Channing Tatum). Cuando el Presidente de Pakistán es asesinado, el Presidente de EE. UU./Zartan envía a los GI Joe para recuperar una cabeza nuclear a un silo de lanzamiento de misiles; el equipo completa su misión sin problemas. La unidad es diezmada posteriormente en un ataque aéreo, luego de ser acusados por robar una ojiva nuclear, Duke es asesinado en el transcurso. Los únicos sobrevivientes son: Roadblock (Dwayne Johnson), el sargento mayor y mejor amigo de Duke, Lady Jaye, y Flint. Mientras tanto, Snake Eyes (Ray Park) es culpado por la muerte del Presidente de Pakistán.
Después del ataque, Roadblock, Lady Jaye y Flint salen de un pozo donde se habían ocultado y concluyen de que la única persona que podría haber ordenado el ataque es el presidente y se disponen a volver a Estados Unidos de alguna manera. Zartan invita a los líderes de las potencias nucleares a una cumbre para discutir un desarme nuclear. Snake Eyes es arrestado y llevado a una prisión de máxima seguridad, la cual se encuentra cientos de metros de profundidad bajo tierra. Allí, se revela que en realidad no es Snake Eyes, sino Storm Shadow, quien es el verdadero autor del asesinato del Presidente de Pakistán. Tras ser puesto bajo custodia, Storm Shadow finge un ataque al corazón, para luego despertar y asesinar a todo el personal, liberando al Comandante Cobra. Firefly llega y detona luciérnagas que estallan y se une a Storm Shadow y a Cobra. Sin embargo, el director de la prisión (Walton Goggins) hace estallar unos barriles de refrigeración, hiriendo a Storm Shadow gravemente. Con esto, Cobra ordena llevar a Storm Shadow a un refugio en unas montañas para sanarse.
Los Joe restantes llegan a Estados Unidos y se refugian en un viejo gimnasio. Allí, analizan la posibilidad de que el Presidente no es él mismo; Roadblock sugiere un posible aliado, el general Joseph "Joe" Colton (Bruce Willis), que les proporciona armas, y les ayuda a infiltrarse en una evento de recaudación de fondos al cual el Presidente va a asistir. Al mismo tiempo, en una instalación secreta para controlar el progreso del proyecto y la construcción de ZEUS Tank HISS (High Speed Sentry), Zartan informa a Cobra y a Firefly de los tres Joe restantes. En Tokio, la prima de Storm Shadow, Jinx, es ordenada por el maestro Blind Master capturar a Storm Shadow para hacerlo responder por la muerte de su maestro, siendo acompañada por el verdadero Snake Eyes. En la recaudación de fondos, Jaye se hace pasar por una periodista y toma una muestra del cabello del presidente. Zandar. Un agente del Servicio Secreto de Cobra se da cuenta de que Jaye es una Joe por lo que alerta al presidente. Al obtener la muestra de ADN, se revela de que el presidente es Zartan. Roadblock trata de disparar al Zartan pero termina enfrentándose a Firefly, quien parece superarlo pero termina escapando cuando Flint y Jaye intervienen.
Snake Eyes y Jinx llegan a las montañas y, tras una peligrosa batalla en las montañas, logran capturar a Storm Shadow, quien ha sido sanado. En Tokio, Storm Shadow revela que Zartan asesinó a su maestro, y que se unió a Cobra para vengar a su tío. Ahora Storm Shadow decide vengarse ayudando a los Joe a restaurar el orden establecido; los tres ninjas van a informar a los tres soldados, a pesar de que Flint no está contento con la presencia de un exsoldado Cobra en sus filas. Preparándose para la batalla, Colton se une al equipo con varios compañeros suyos, y les proporciona una serie de armas, y preparan un plan para impedir que Cobra se salga con la suya.
En la cumbre, Zartan chantajea a los líderes a desactivar su arsenal nuclear y revela que ha creado el Proyecto Zeus: siete órbitas de bombardeo cinético de armas de destrucción masiva a su disposición. El destruye el centro de Londres para demostrar su superioridad y amenaza con destruir otras capitales si los países no se someten a Cobra. Empieza un enfrentamiento y los Joe luchan contra los hombres de Cobra. Storm Shadow persigue a Zartan y finalmente lo asesina, vengando la muerte de su tío. Cobra instruye a Firefly a proteger el dispositivo de lanzamiento y, durante la lucha, Cobra escapa en un helicóptero. Roadblock y Firefly luchan por el control del dispositivo y finalmente Roadblock lo asesina, desactiva y destruye las armas orbitales. Mientras tanto, Colton y Lady Jaye asesinan a Zandar y rescatan al verdadero presidente.
Storm Shadow desaparece después de vengar la muerte de su tío. El Presidente de los Estados Unidos se dirige a la nación en una ceremonia en la que Roadblock, Lady Jaye, Flint, Jinx y Snake Eyes son conmemorados como héroes. Colton saluda a cada uno de ellos y presenta a Roadblock una pistola que perteneció al general George S. Patton para usar finalmente cuando encuentre al Comandante Cobra y vengar a Duke. Roadblock levanta con orgullo el arma y deja escapar un solo tiro en honor a sus camaradas caídos.

## Reparto
- Dwayne Johnson - Roadblock
- Channing Tatum - Duke
- D. J. Cotrona - Flint
- Byung-hun Lee - Storm Shadow (Thomas Arashikage)
- Adrianne Palicki - Lady Jaye (Jaye Burnett)
- Jonathan Pryce - Presidente de los Estados Unidos
- Ray Park - Snake Eyes
  - Leo Howard - Snake Eyes joven
- RZA - Blind Master
- Ray Stevenson - Firefly
- Elodie Yung - Jinx (Kim Arashikage)
- Bruce Willis - General Joseph "Joe" Colton
- Luke Bracey - El Comandante Cobra (Rex Lewis)
  - Robert Baker - Voz del Comandante Cobra
- Walton Goggins - Warden Nigel James
- Arnold Vosloo - Zartan
- Joseph Mazzello - Mouse
- Matt Gerald - Zandar
- Joe Chrest - Jefe de Estado Mayor de la Casa Blanca
- James Carville - El mismo
- Ryan Hansen - Grunt
- DeRay Davis - Stoop
- Ilia Volok - Presidente Ruso
- Dikran Tulaine - Presidente Inglés
- Robert Catrini - Presidente Israelí
- Marcelo Tubert - Presidente Francés
- James Lew - Presidente Chino
- Ajay Mehta - Presidente Indio
- Augustus Cho - Presidente Norcoreano
- Jim Palmer - Clutch

También se ve a James McCullen/Destro pero solo en las escenas de la prisión del Comandante Cobra y él no fue liberado porque el Comandante Cobra lo echa de su equipo, dejándolo en su encierro acuático.

## Producción
En enero de 2010, Rhette Reese y Paul Wernick, los escritores de Zombieland, fueron contratados para escribir el guion de la secuela. La película se pensaba que iba a ser llamada originalmente como G.I. Joe: Cobra Strikes, lo cual fue negado posteriormente por Reese. Stephen Sommers originalmente iba a regresar como director de la secuela, pero Paramount Pictures anunció en febrero de 2011 que Jon Chu dirigirá la secuela. En julio de 2011, el nombre de la secuela fue revelado para ser G.I. Joe: Retaliation.
En enero de 2011, se confirmó que Lee Byung-hun retomará su papel de Storm Shadow en la secuela. Channing Tatum y Ray Park también regresaron a la película como Duke y Snake Eyes, respectivamente. Rachel Nichols, la actriz que interpretó a Scarlett en la primera película, dijo que los miembros de la mayoría del reparto no volverían, a excepción de los tres actores mencionados. Joseph Gordon-Levitt también confirmó que no regresaría como el Comandante Cobra en la película.
En junio de 2011, Stephen Martines fue elegido como Cross-Country, Dwayne Johnson fue elegido como Roadblock, D. J. Cotrona y el rapero RZA fueron elegidos como Flint y Blind Master respectivamente, mientras que Elodie Yung estaba en conversaciones para el papel de Jinx. En julio de 2011, Adrianne Palicki fue confirmada para el principal papel femenino de Lady Jaye, y Ray Stevenson fue confirmado para representar al villano Firefly. Arnold Vosloo también confirmó que retomará su papel de Zartan, y Joseph Mazzello fue confirmado para representar a Mouse. En agosto de 2011, se confirmó que Bruce Willis para protagonizar la película como el G.I. Joe original.
La filmación comenzó en agosto de 2011 en Louisiana. En septiembre, una hoja del casting se filtró en Internet reveló que el Comandante Cobra aparecerá en la secuela, aunque no se sabía quien iba a interpretar al personaje. Ray Park también reveló que la mascota de Snake Eyes, un lobo de madera, aparecería en la secuela. 
El 22 de noviembre de 2011, un miembro del equipo murió en un accidente en un almacén de Nueva Orleans en donde estaba trabajando en un escenario de sonido para la producción. El incidente ocurrió mientras los miembros del equipo se cambiaban a un set.
El 12 de diciembre de 2011, se estrenó el primer tráiler de la película que fue lanzado en YouTube exclusivamente de Machinima, Inc.
El 24 de mayo de 2012 a un mes de su estreno en EE. UU., se retrasa su fecha de estreno al 29 de marzo de 2013. Al parecer tanto Hasbro como Paramount toman la decisión de convertir el film al formato 3D que tan de moda está.
Se rumoreó un posible crossover entre G.I. Joe y Transformers.[cita requerida]